# 보은읍
보은읍(報恩邑)은 대한민국 충청북도 보은군의 군청 소재지이다.

## 개요
보청천 상류 서쪽 연안에 위치하고 있으며, 22개 리로 구성되어 있다. 남동쪽이 비교적 낮고 높은 보은분지를 이루고 있으며, 몇 줄기의 지류가 시내를 흘러 보청천에 합류하는 지점으로 분지의 북서부에 위치하고 있다. 도로는 각 지류를 따라 사방으로 통하고 있어 군내 교통의 중심을 이루고 있다. 또한 보리, 쌀, 콩, 마늘, 고추, 깨 등의 농산물과 축산물의 집산지이며, 속리산 국립공원이 가까이에 있어 관광객이 많아 관광 진흥에 더욱 힘쓰고 있다.

## 법정리
- 강산리(江山里)
- 강신리(江新里)
- 교사리(校士里)
- 금굴리(金堀里)
- 길상리(吉祥里)
- 노티리(老峙里)
- 누청리(樓淸里)
- 대야리(大也里)
- 봉평리(鳳坪里)
- 산성리(山城里)
- 삼산리(三山里) 1리, 2리, 3리, 4리, 5리, 6리
- 성족리(聲足里)
- 성주리(城舟里)
- 수정리(水井里)
- 신함리(新含里)
- 어암리(漁岩里)
- 용암리(龍岩里)
- 월송리(月松里)
- 이평리(梨坪里)
- 장속리(獐俗里)
- 장신리(長新里)
- 종곡리(鐘谷里)
- 죽전리(竹田里)
- 중동리(中東里)
- 중초리(中草里)
- 지산리(芝山里)
- 풍취리(風吹里)
- 학림리(鶴林里)

## 교육
- 삼산초등학교
  - 중초분교 (폐교) : 중초길 4 (중초리)
- 동광초등학교
  - 학림분교 (폐교) : 중동3길 16 (중동리)
- 종곡초등학교
- 보은여자중학교
- 보은중학교
- 보은여자고등학교
- 보은정보고등학교
- 보은고등학교
- 충북생명산업고등학교

## 아파트
| 단지명        | 건설사 | 시행사       | 주소             | 주소   | 입주       | 비고     |
| ------------- | ------ | ------------ | ---------------- | ------ | ---------- | -------- |
| 보은 이평주공 | ㈜덕일 | 대한주택공사 | 보은읍 월송로 37 | 이평리 | 2008년 7월 | 국민임대 |
- 보은신한헤센 - 2018년 10월 입주 / 신한종합건설㈜